# Miguel Fernández Alonso
Miguel Ángel Fernández Alonso (Buenos Aires, Argentina, 1960 - ibídem, 6 de diciembre de 1995) fue un director y actor de cine y teatro argentino.

## Carrera
Fernández Alonso fue un notable artista que supo lucirse tanto como actor y como director en decenas de proyectos.
Comenzó en 1979 junto a Willy Lemos escribiendo y produciendo sus propios espectáculos, lo que se conocía como "Teatro Under". Luego se separa de éste y continúa su carrera como director y actor teatral más independiente.
Al compartir el rodaje de Brigada explosiva que dirigió Enrique Dawi, decidió en ese mismo año hacer su segunda parte,  Brigada explosiva contra los ninjas, con el mismo elenco: Emilio Disi, Moria Casán, Berugo Carámbula, Gino Renni y Alberto Fernández de Rosa.

## Filmografía
Director
- 1986: Brigada explosiva contra los ninjas

Intérprete
- 1987: Chorros
- 1987: El Curioso ocaso del Doctor Tobú (cortometraje)
- 1993: Gatica, el Mono

Asistente de dirección
- 1983: Los enemigos
- 1983: Un loco en acción
- 1984: Atrapadas
- 1985: Bairoletto, la aventura de un rebelde
- 1986: Te amo
- 1986: Brigada explosiva
- 1986: La película del rey[3]

## Teatro
- Besos de neón (1981/1985)
- Caviar
- Las gambas al Ajillo (1990), en el  Teatro Empire, junto con Verónica Llinás, Alejandre Flechner, María José Gabín y Laura Market.
- Bailando nace el amor(1992), con Jana Purita y Carlos Durañona.
- Bailando en colores (1994), estrenada en el Teatro Ópera, dirigida y actuada junto a Reina Reech y Los Prepu.[4]

## Fallecimiento
El joven actor y director Miguel Fernández Alonso falleció de una manera inesperada el 6 de diciembre de 1995, producto de un paro cardiorrespiratorio. Sus restos descansan en el panteón de la Asociación Argentina de Actores del Cementerio de la Chacarita. Tenía 35 años.